# Вільчковиці (Свентокшиське воєводство)
Вільчковиці (пол. Wilczkowice) — село в Польщі, у гміні Радошиці Конецького повіту Свентокшиського воєводства.
Населення — 400 осіб (2011).
У 1975—1998 роках село належало до Келецького воєводства.

## Демографія
Демографічна структура на день 31 березня 2011 року:
|          | Загалом | Допрацездатний вік | Працездатний вік | Постпрацездатний вік |
| -------- | ------- | ------------------ | ---------------- | -------------------- |
| Чоловіки | 216     | 41                 | 146              | 29                   |
| Жінки    | 184     | 28                 | 111              | 45                   |
| Разом    | 400     | 69                 | 257              | 74                   |